# Schubertstraße (Weimar)

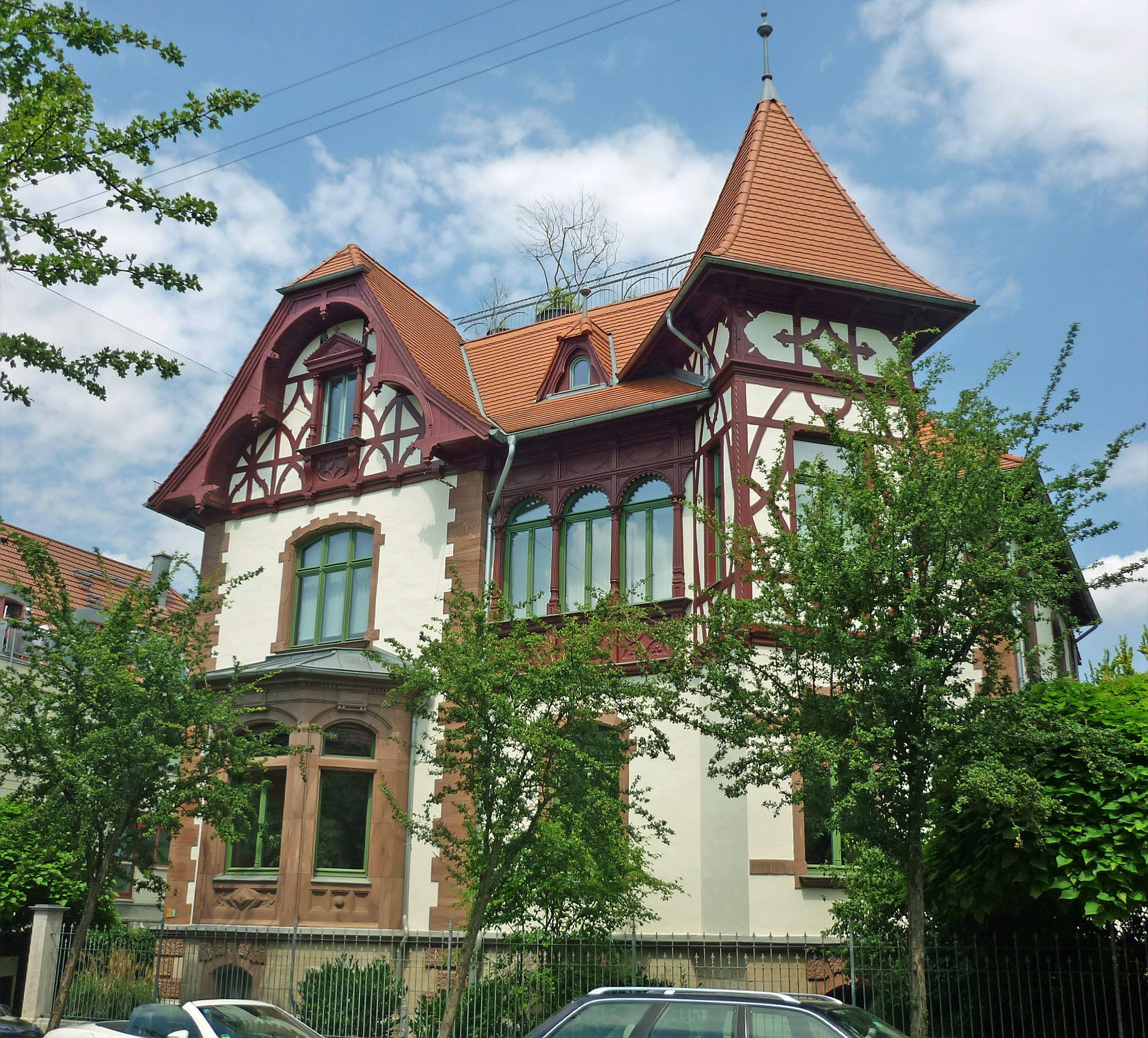
Schubertstraße 2

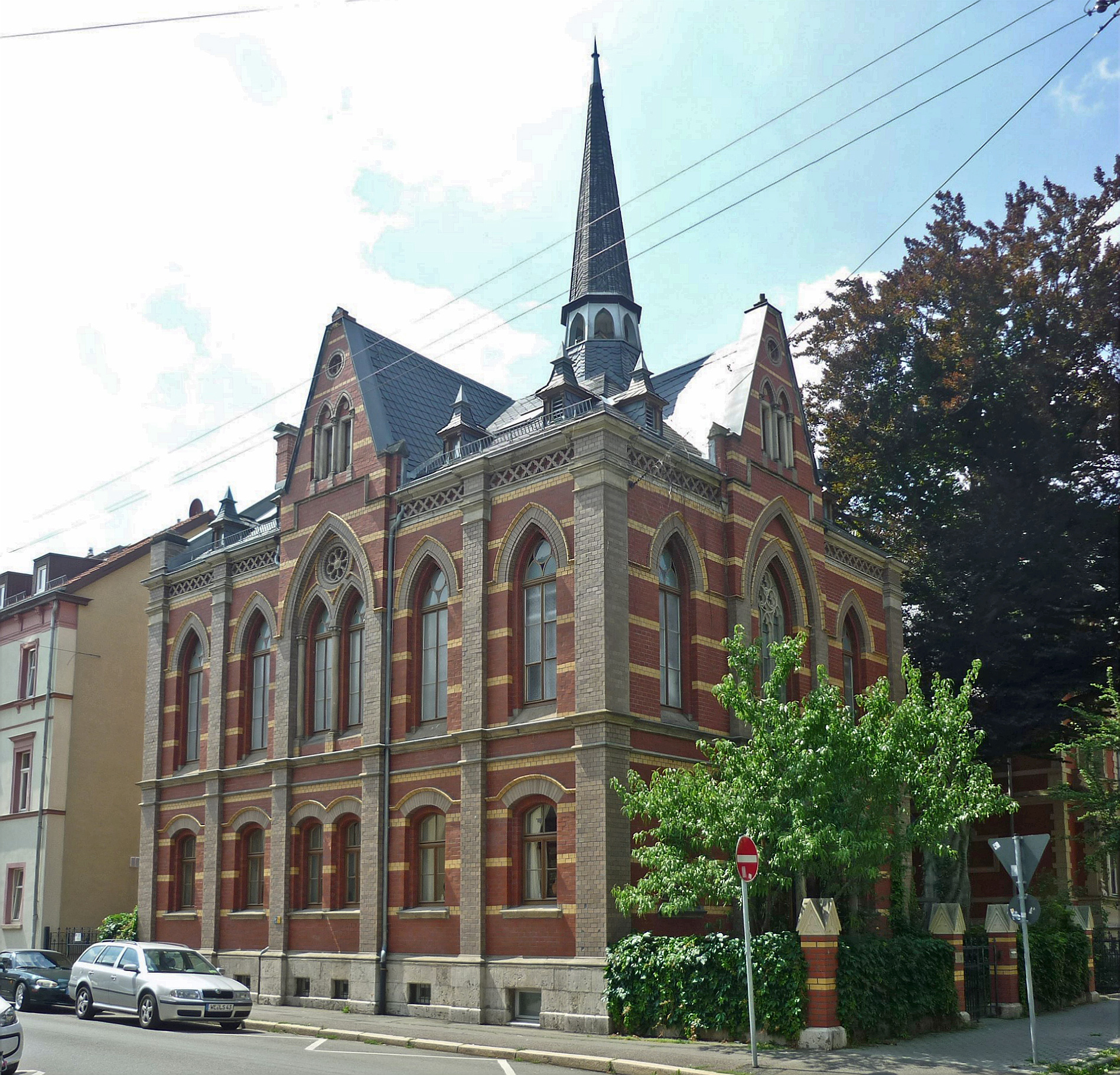
Ehemalige Christuskirche in der Schubertstraße 23

Die am 25. April 1946 nach dem Komponisten Franz Schubert benannte Schubertstraße in der Weimarer Westvorstadt verläuft parallel zur Steubenstraße und der Trierer Straße. Ein Abzweig davon trifft auf den August-Bebel-Platz, ihren Ursprung hat sie an der Humboldtstraße. Sie ist eine Anliegerstraße. Sie hieß einmal Bismarckstraße.
Die gesamte Schubertstraße steht auf der Liste der Kulturdenkmale in Weimar (Sachgesamtheiten und Ensembles). Außerdem stehen einige Gebäude auf der Liste der Kulturdenkmale in Weimar (Einzeldenkmale). Außer Villen gibt es hier Wohnhäuser, die ursprünglich für Beamte errichtet wurden. Unter den Villen, die dem Jugendstil zuzurechnen sind, gibt es zumindest die eine mit Nummer 36, die 1904/05 von Rudolf Zapfe entworfen wurde. Auch historisierende Gebäude sind vorhanden. Dazu zählt ein 1889 errichtetes Gebäude für Karl Muthesius in der Schubertstraße 19/21. In der Hausnummer 34 wohnte Oscar Kühnlenz, der wiederum Vater des Schriftstellers Fritz Kühnlenz war und wo dessen Biergroßhandel seinen Sitz hatte. Die Schubertstraße 23 ist ein Wohnhaus, welches ursprünglich die Christuskirche gewesen war. Die neogotische Kirche wurde nach dem Entwurf von Max Meckel errichtet. Das Haus Schubertstraße 10 war Sitz der Thüringischen Staatsbank. In der Schubertstraße 15 wohnten der Maler Franz Huth und der Dramatiker Carl Sternheim 1902, wenn auch nur für kurze Zeit, bevor er nach Berlin weiterzog. Der Vater des Schriftstellers Karl Linzen betrieb in der damaligen Bismarckstraße 22 eine Lederhandlung.
Die Stadt Weimar plant mit der Schubertstraße die erste Fahrradstraße Weimars einzurichten, was naturgemäß nicht nur auf Zustimmung der Anwohner stößt.